# Furio De Monaco
Furio De Monaco (Cassino, 14 giugno 1976) è un ex cestista e dirigente sportivo italiano.

## Carriera
Dopo aver militato nelle giovanili del Basket Cassino, la cui prima squadra era allenata all'epoca da Sergej Belov, viene prelevato appena diciassettenne dalla Pallacanestro Aurora Desio, dove esordisce in A2 nella stagione 1993-94.
Passa quindi alla Olimpia Basket Pistoia in A1, dove rimarrà per due stagioni. Tra il '96 ed il 2000 veste le maglie di Ragusa e Bergamo (B1), Forze Armate (B2) e Scafati (B1), per poi riscendere di categoria e tormare in B2 a Pistoia, che nel frattempo era stata rifondata con il nome di Pistoia Basket 2000. Quella con i biancorossi, con i quali resta legato per quattro stagioni, con una promozione in B1 nel 2002, rimane il legame più duraturo della sua carriera.
Nel 2004 passa al Sant'Antimo in B1, dove resta fino al 2006. Nella stessa categoria veste anche le maglie di Palermo, Matera e Catanzaro.
Nel 2009 scende in C1, giocando a Venafro per due stagioni e poi nel Green Team Pistoia.
Nel 2012 decide di tornare a Cassino dove diviene il simbolo della nuova realtà cestistica della città, la Virtus TSB Cassino. Vi resta due anni, in cui vince due campionati consecutivi di Serie D e Divisione Nazionale C.
Nell'estate del 2014 passa al Formia Basketball.

## Dopo il ritiro
Conclusa la carriera da giocatore, De Monaco torna alla Virtus Cassino nel ruolo di Team Manager.